# توشیاکی کوسدو
توشیاکی کوسدو (انگلیسی: Toshiaki Kosedo؛ زادهٔ ۱ ژانویهٔ ۱۹۴۱) بازیکن والیبال اهل ژاپن است.